# Locmaria
Locmaria (tiếng Breton: Lokmaria-ar-Gerveur) là một xã ở tỉnh Morbihan trong vùng Bretagne tây bắc Pháp. Xã này có diện tích 20,55 km², dân số năm 1999 là 705 người. Khu vực này có độ cao từ 0-73 mét trên mực nước biển.
Cư dân của Locmaria danh xưng trong tiếng Pháp là Locmariaïstes.